# Le Méale
Le Méale est une montagne des Alpes culminant à 2 426 m d'altitude dans le massif du Parpaillon, à Crévoux dans le département des Hautes-Alpes en France.